# David Sumberg
David Sumberg (n. 2 iunie 1941) este un om politic britanic, membru al Parlamentului European în perioadele 1999-2004 și 2004-2009 din partea Regatului Unit.
1. ↑  Deputații în Parlamentul European
2. 1 2 3  Hansard 1803–2005